# Traité de la vie élégante
Traité de la vie élégante est un essai d’Honoré de Balzac paru dans La Mode du 2 octobre 1830 au 6 novembre 1830 en cinq articles correspondant chacun à un des cinq chapitres de l’ensemble.

## Contexte
Émile de Girardin avait passé commande de ce traité à Balzac en 1830 et il avait fait précéder la publication d'une annonce dans Le Voleur. Un sixième chapitre, dans lequel Balzac devait donner des conseils sur les cosmétiques, obtenus grâce à l’aide du docteur Nacquart, ne parut jamais. L’hebdomadaire La Mode était en difficulté. Le Traité de la vie élégante est la première partie d'un ensemble : Pathologie de la vie sociale, classé dans les Études analytiques de La Comédie humaine.
D’après Rose Fortassier, Balzac n'avait pas attendu la commande d’Émile de Girardin pour s'intéresser à la mode. Il avait déjà rédigé un Code de la toilette à l'époque où il signait encore au nom d'Horace Raisson, sans que cet engouement pour la vie élégante ait un quelconque rapport avec la littérature « alimentaire » de ses œuvres de jeunesse.

## Thème
Le Traité de la vie élégante en définitive n'est pas seulement affaire de mode, c’est aussi une analyse et une critique du monde. Balzac y reconnaît les classes sacrifiées, la démocratie des riches, et comme le texte paraît peu après les Journées de juillet 1830, l’auteur fait part de son amertume : les Trois Glorieuses n'ont rien changé en profondeur, elles n’ont fait qu’entériner la puissance de l'argent.
L’analyse reste néanmoins mondaine puisque Balzac est aussi amateur de « paraître » et il s’attarde sur les changements d’« étiquette » ou la brusque absence d’étiquette survenue à cette date.

## Commentaire
À la fois suite de réflexions, de maximes, voire de diktats, l’ensemble du traité exprime la profondeur des recherches de l’auteur sur un sujet en apparence superficiel et qui, pourtant, a de grandes répercussions sur la vie en société. Parmi les passages les plus surprenants, on peut citer celui sur les dandys et le dandysme. Alors que Balzac lui-même sera plus ou moins classé dans les « dandys-lions », voici une critique virulente du dandysme sous toutes ses formes :

« Le dandysme est une hérésie de la vie élégante […], une affectation de la mode. En se faisant Dandy, un homme devient un homme de boudoir, un mannequin [comprendre : un mannequin de boutique] extrêmement ingénieux qui peut se poser sur un cheval ou sur un canapé, qui mord ou tète habilement le bout de sa canne; mais un être pensant ?… jamais. L'homme qui ne voit que la mode dans la mode est un sot. La vie élégante n’exclut ni la pensée, ni la science ; elle les consacre. Elle ne doit pas apprendre seulement à jouir du temps, mais à l’employer dans un ordre d'idées extrêmement élevé. »